# 人間喜劇 (サローヤン)

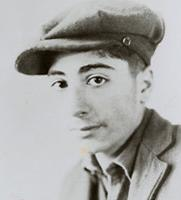
若き日のウィリアム・サローヤン

『人間喜劇』（にんげんきげき、英語: The Human Comedy）または『ヒューマン・コメディ』の題名で日本語になっている小説は、アメリカの作家ウィリアム・サローヤンが1943年に発表したものである。同時期に同名の映画も作られ、後にミュージカルやテレビにもなった。

## テーマ
物語は第二次世界大戦中で、カリフォルニア州のイサカ（実際には著者の故郷フレズノ）を背景にセットされている。物語中ホメロス（英語名：ホーマー）の『オデュッセイア』（英語名：ユリシーズ）へしばしば言及があり、ユリシーズの帰郷物語がテーマになる。
アルメニアからの移民の家系で、父親を亡くした14歳の高校生ホーマーは、家計を助けるために電報局の電報を届けるアルバイトをする。いろいろな電報を届けるが、大戦中なので出征中の息子の戦死に関する電報も両親へ届けねばならない。また、学校の先生や、周りの友人を通して、さまざまなことを学んで行く。
最後は、出征中の兄マーカスの戦死を告げる電報を自宅へ届ける。悲しみに暮れる一家へ、マーカスの戦友トビーが訪ねてきて、イサカのことを彼からいろいろ聞いていたので、ここで暮らすことにした。

## 改訂
改訂版は1966年にデルペーパーバックのために作られて、物語は192ページに縮小された。

## 映画とテレビ

### 映画
1943年に映画『人間喜劇』（The Human Comedy）が作られた。もともとこの映画のための台本がつくられたもので、サロ－ヤンが映画作成から外された後、小説を急いで先に完成した。日本語題名は『町の人気者』。
後に映画『イサカ』（Ithaca）が2015年に作られた。日本語題名は『涙のメッセンジャー 14歳の約束』。

### ミュージカル
1983年にオフ・ブロードウェイ・ミュージカル『ヒューマン・コメディ』（The Human Comedy）が上演された。

### テレビ
1959年、マイケル・J・ポラード主演の「ヒューマン・コメディ」も作られて、バージェス・メレディスが語り手を務めた。

## 関連記事
- ウィリアム・サローヤン
- ホメロスの『オデュッセウス』